# Cophyla
Cophyla es un género de ranas de la familia Microhylidae. Es endémica de Madagascar.

## Especies
Se reconocen las siguientes 23 especies:
- Cophyla alticola (Guibé, 1974)
- Cophyla ando (Scherz, Köhler, Vences & Glaw, 2019)
- Cophyla barbouri (Noble, 1940)
- Cophyla berara Vences, Andreone, & Glaw, 2005
- Cophyla cowanii (Boulenger, 1882)
- Cophyla fortuna Rakotoarison, Scherz, Bletz, Razafindraibe, Glaw & Vences, 2019
- Cophyla grandis (Boulenger, 1889)
- Cophyla karenae[2] (Rosa, Crottini, Noel, Rabibisoa, Raxworthy & Andreone, 2014)
- Cophyla laeta (Rakotoarison, Scherz, Köhler, Ratsoavina, Hawlitschek, Megson, Vences & Glaw, 2020)
- Cophyla maharipeo[3] Rakotoarison, Crottini, Müller, Rödel, Glaw & Vences, 2015
- Cophyla mavomavo (Andreone, Fenolio & Walvoord, 2003)
- Cophyla milloti (Guibé, 1950)
- Cophyla noromalalae[3] Rakotoarison, Crottini, Müller, Rödel, Glaw & Vences, 2015
- Cophyla occultans (Glaw & Vences, 1992)
- Cophyla olgae[4] (Rakotoarison, Glaw, Vieites, Raminosoa & Vences, 2012)
- Cophyla phyllodactyla Boettger, 1880
- Cophyla pollicaris (Boulenger, 1888)
- Cophyla puellarum[3] Rakotoarison, Crottini, Müller, Rödel, Glaw & Vences, 2015
- Cophyla ranjomena (Glaw, Scherz, Rakotoarison, Crottini, Raselimanana, Andreone, Köhler & Vences, 2020)
- Cophyla rava[5] (Glaw, Köhler & Vences, 2012)
- Cophyla tetra (Andreone, Fenolio & Walvoord, 2003)
- Cophyla tsaratananaensis (Guibé, 1974)
- Cophyla tuberifera (Methuen, 1920)